# Hélène Rytmann
Pour les articles homonymes, voir Rytmann.
Hélène Rytmann, dite Hélène Legotien ou Hélène Legotien Rytmann, née le 15 octobre 1910 à Paris 18e et morte assassinée le 16 novembre 1980 à Paris 5e, est une résistante et sociologue française.
Elle est militante communiste dans la résistance française au nazisme. Membre du Parti communiste français, elle en est exclue après des accusations de trotskysme et pour avoir participé à des exécutions sommaires d'anciens collaborateurs nazis.
Hélène Rytmann est tuée par strangulation en 1980 par son mari Louis Althusser. Son meurtre attire beaucoup d'attention de la part des médias et Althusser est appelé à être condamné comme un criminel ordinaire, mais il est déclaré inapte à être jugé pour cause de folie et interné dans un établissement psychiatrique pendant trois ans.

## Biographie

### Jeunesse
Hélène Rytmann est née à Paris le 15 octobre 1910 dans une famille juive d'origine russe et lituanienne qui a fui les pogroms de l'Empire russe et s'est installée à Paris en 1907, comptant alors deux enfants : Anna née en 1900, et Joseph né en 1902.
L'un des frères d'Hélène, Joseph Rytmann, est propriétaire de plusieurs salles de cinéma dans le Quartier du Montparnasse à Paris ou à proximité, notamment Le Bretagne et le Mistral à partir de 1933.
Selon Louis Althusser, Hélène Rytmann, dans son enfance, a été agressée sexuellement par le médecin de famille. Alors qu'elle avait 13 ans, le médecin l'a forcée à administrer une dose mortelle de morphine à son père, qui souffrait d'un cancer en phase terminale, et l'année suivante, à administrer une autre dose mortelle à sa mère en phase terminale. Cette histoire a pu être inventée par Althusser, qui a admis avoir incorporé des « souvenirs imaginaires » dans sa « traumabiographie »,.
Hélène Rytmann rejoint le Parti communiste français dans les années 1930 et participe au tournage des films de Jean Renoir, La vie est à nous et La Marseillaise. Elle est la maîtresse de Paul Vaillant-Couturier, avant qu'il n'épouse Marie-Claude Vogel, et l'amie de Eugène Hénaff, secrétaire général de l'Union des syndicats de la Seine à la Confédération générale du travail (CGT), et de Jean-Pierre Timbaud, secrétaire du syndicat des métallurgistes parisiens affilié à la CGT.

### Activités au sein de la Résistance
Pendant l'occupation allemande de la France, Hélène Rytmann refuse de porter l'étoile jaune demandée par les nazis et rejoint la résistance française. En tant que militante, affiliée à la division « Périclès » , elle est une camarade de Jean Beaufret. Accusée d'avoir participé à des exécutions sommaires d'anciens collaborateurs nazis à Lyon, elle est exclue après guerre du Parti communiste français pour « déviation trotskyste » et « crimes ». En réalité, les raisons de son exclusion restent très obscures. Malgré son insistance et celle de Louis Althusser, personne parmi les membres du Parti communiste français, même au plus haut niveau, ne consentira à fournir des explications. Le livre de Yann Moulier Boutang, Louis Althusser. Une biographie, publié en 1992 consacre tout un chapitre à cette affaire et malgré une longue enquête, ne parvient pas à trouver la vraie raison de cette exclusion. 
Hélène Rytmann est aussi parfois connue sous le nom d'Hélène Legotien ou Hélène Legotien-Rytmann, son nom de couverture pendant la Résistance française étant « Legotien ».

### Carrière en sociologie
Entrée à l'Organisation européenne de coopération économique comme varitypiste en 1950, Hélène Rytmann en ressort chargée d'études en 1954. En 1955, elle rejoint une équipe d'une cinquantaine d'enquêteurs qui, sous la direction d'Alain Touraine, réalise une enquête de grande ampleur sur « la conscience ouvrière ». Dans ce cadre, elle investigue auprès des ouvriers de Montceau-les-Mines. Elle collabore ensuite à l'enquête que Pierre Naville consacre, entre 1957 et 1959, à l'automation et au travail humain. Seule femme envoyée sur le terrain, elle étudie les modifications de l'organisation du travail à l'Imprimerie nationale et co-rédige le chapitre 3 du rapport d'enquête dirigé par Naville.
En 1959, Hélène Legotien est embauchée par la SÉDÉS (Société d'études pour le développement économique et social). Au sein de cette filiale privée de la Caisse des dépôts et consignations, elle effectue des tâches de documentation avant d'être chargée d'études et de rédiger plusieurs rapports de sociologie rurale qui examinent de manière critique les conséquences du développement de l'agriculture commerciale et des autoroutes, en France comme dans les anciennes colonies françaises d'Afrique subsaharienne. Avec ses supérieurs et ses collègues économistes, elle plaide pour la conception d'opérations de développement rural plus légères et prenant davantage appui sur le savoir agraire des populations locales. Sur le plan méthodologique, elle préconise également l'adoption de méthodes d'enquête légères et s'inspire de la démarche du sociologie d'intervention italien Danilo Dolci.
En 1975, elle prend sa retraite et quitte la SÉDÉS. Cette retraite ne l'empêche pas de continuer de mener des enquêtes sociologiques. Au moment de sa mort, elle est impliquée dans une enquête collective sur la mémoire ouvrière et le changement social à Port-de-Bouc.

### Meurtre
Le 16 novembre 1980, Hélène Rytmann est tuée par son mari Louis Althusser par strangulation (écrasement du larynx) dans leur appartement de l'École normale supérieure. Le meurtre, qui suscite une grande attention des médias, ne fera jamais l'objet d'une enquête approfondie. En janvier 1981, Louis Althusser est jugé inapte au procès en vertu de l'article 64 du code pénal français – article qui sera abrogé en 1994 –, le juge tenant compte d'une « responsabilité diminuée » en raison d'une maladie mentale ; le meurtrier sera interné jusqu'à sa mort. 
Hélène Rytmann est enterrée dans la section juive du cimetière parisien de Bagneux.

## Postérité
Le roman de 2002 de John Banville, Shroud, est en partie inspiré par le scandale du meurtre d'Hélène Rytmann.
Le journal américain The Forward cite Hélène Rytmann comme exemple de femme juive qui a « changé la France » et suggère qu'il est « grand temps que l'on se souvienne d'Hélène Rytmann avec dignité en tant qu'individu » pour son rôle dans la Résistance française.

### Réflexions rétrospectives sur le féminicide
Dans un article scientifique paru en 2015, Francis Dupuis-Déri écrit que « tout de suite s’impose dans l’espace public la thèse de la folie pour expliquer ce cas. Toute analyse sociologique ou politique, pour ne pas dire féministe, est évacuée ». Les arguments psychologiques permettent à Louis Althusser de se disculper dès l’instruction - il n’est d’ailleurs pas placé en garde à vue - et dans les médias. « Althusser a déployé beaucoup d’énergie pour se présenter comme fou, et donc irresponsable du meurtre, alors qu’il était reconnu comme un érudit rationnel » ajoute Francis Dupuis-Déri, précisant que « dans les minutes et les heures qui ont suivi le meurtre, Althusser a bénéficié de l’appui indéfectible de la direction de l’École normale supérieure, de ses thérapeutes, de ses amis et de ses disciples, qui ont constitué une ligne de défense avant que les autorités judiciaires ne se saisissent de l’affaire ». Francis Dupuis-Déri observe enfin que le meurtre d’Hélène Rytmann présente les caractéristiques d’un féminicide, même si cette notion n’existait pas en tant que telle à cette époque.
En décembre 2023, en reprenant le travail de Francis Dupuis-Déri et en interrogeant les personnes ayant côtoyé Hélène Rytmann les dernières semaines de sa vie, Libération conclut aussi à un féminicide typique, avec tous ses marqueurs : contrôle de son emploi du temps, souffrances gratuites infligées en la trompant, à sa vue, dans la mer avec une invitée, et réaction quand Hélène Rytmann annonce à son mari vouloir le quitter. Althusser écrit « Je ne sais quel régime de vie j’imposai à Hélène (et je sais que j’ai pu être réellement capable du pire), mais elle déclara avec une résolution qui me terrifia qu’elle ne pouvait plus vivre avec moi, que j’étais pour elle un “monstre” et qu’elle voulait me quitter à jamais. [...] Elle prit alors des dispositions pratiques qui me furent insoutenables : elle m’abandonnait en ma propre présence, dans notre propre appartement. […] Cet abandon me paraissait plus insupportable que tout ».
Hélène Rytmann a dit elle-même, quelques jours avant son retour à Paris et son meurtre « Il est mal, il est violent, j’appréhende le retour ».

### Hommage et contre-hommage
Le 8 mars 2023, des étudiants de l'École normale supérieure de Paris décident de renommer la salle Raymond Aron « salle Hélène-Legotien-Rytmann » pour lui rendre hommage . Le directeur de l'école, Frédéric Worms, dit avoir redécouvert le sujet grâce à cette initiative, mais s'oppose au renommage de la salle Aron. Il promet de trouver une salle dédiée en 2024. Quelques jours plus tard, le foyer est saccagé et recouvert de tags mentionnant « À bas les féministes ». Le 25 novembre 2024, la direction de l'ENS organise un hommage à Hélène Legotien-Rytmann : une plaque est dévoilée à cette occasion.